# Heinrich Appelt
Heinrich Appelt (* 25. Juni 1910 in Wien; † 16. September 1998 ebenda) war ein österreichischer Historiker und Diplomatiker.

## Leben und Wirken
Heinrich Appelt stammte aus einer deutschböhmischen Familie. Nach dem Besuch des Schottengymnasiums in Wien studierte er ab dem Wintersemester 1928/29 Geschichte, Germanistik und Kunstgeschichte an der Universität Wien. Er wurde 1932 bei Hans Hirsch mit einer Arbeit über die Eigenklöster des Bistums Basel promoviert. 1934 wurde er Mitarbeiter Leo Santifallers in Breslau und arbeitete zuerst am Brixener Urkundenbuch, dann am Schlesischen Urkundenbuch mit. 1939 habilitierte er sich in Breslau mit einer Schrift über die Urkundenfälschungen des Klosters Trebnitz. Am 17. November 1939 beantragte er die Aufnahme in die NSDAP und wurde zum 1. Januar 1940 aufgenommen (Mitgliedsnummer 7.943.659).
Von 1940 bis 1944 war Appelt Soldat und diente als Funker in Rom. Seine Berufung auf einen Lehrstuhl in Tübingen 1941 scheiterte am Widerstand des nationalsozialistischen Funktionärs Robert Wetzel. 1943 wurde Appelt als außerordentlicher Professor in Breslau Nachfolger des nach Wien gewechselten Leo Santifaller, konnte seine Lehrtätigkeit aber nur im Wintersemester 1944/45 ausüben. Er kehrte nach Wien zurück. Als „minderbelastet“ eingestuft, erhielt er auf Betreiben Santifallers einen Lehrauftrag und ging 1946 als Supplent an die Universität Graz. Dort wurde er 1948 außerordentlicher Professor, 1959 ordentlicher Professor für Mittelalterliche Geschichte und Historische Hilfswissenschaften. 1963 wechselte er an die Universität Wien, wo er zugleich am Institut für Österreichische Geschichtsforschung arbeitete. 1980 wurde er emeritiert.
Von 1948 bis 1998 war Appelt Mitglied der Zentraldirektion der Monumenta Germaniae Historica, seit 1949 Mitarbeiter, später auch Leiter der Wiener Diplomata-Abteilung. Sein Hauptwerk ist die 1956 übernommene Edition der Urkunden Kaiser Friedrichs I., deren fünf Bände in den Jahren von 1975 bis 1990 erschienen sind. Nach Abschluss dieser Arbeit wandte sich der 80-jährige den mehr als 700 Urkunden Heinrichs VI. zu, deren kritische Edition er noch im Manuskript erarbeitete, auch wenn er das Werk nicht mehr selbst bis zur Drucklegung bringen konnte. Appelt verstarb im Alter von 89 Jahren und wurde auf dem Wiener Zentralfriedhof bestattet.
Für seine Forschungen wurden Appelt zahlreiche wissenschaftliche Ehrungen und Mitgliedschaften zugesprochen. Appelt war seit 1962 korrespondierendes, seit 1964 wirkliches Mitglied der Österreichischen Akademie der Wissenschaften sowie Ehrendoktor der Universitäten Graz und Innsbruck. Zudem war er Mitglied der Historischen Kommission für Schlesien. 1979 erhielt er den Wilhelm-Hartel-Preis der Wiener Akademie der Wissenschaften, 1989 das Österreichische Ehrenzeichen für Wissenschaft und Kunst und 1990 den Preis der Stadt Wien für Geisteswissenschaften. Im Juni 2010 wurde anlässlich des 100. Geburtstages eine Tagung zu seinem Gedenken abgehalten. Die Beiträge gab Werner Maleczek 2014 heraus.

## Schriften
- Die Urkundenfälschungen des Klosters Trebnitz. Studien zur Verfassungsentwicklung der deutschrechtlichen Klosterdörfer und zur Entstehung des Dominiums. Breslau 1940 (= Veröffentlichungen der Historischen Kommission für Schlesien, 2; Forschungen zum schlesischen Urkundenbuch, 2).
- Das Diplom Kaiser Heinrichs II. für Göss vom 1. Mai 1020. Eine diplomatisch-verfassungsgeschtliche Untersuchung. Mit einem Faksimile der Urkunde. Graz u. a. 1953.
- Die Kaiseridee Friedrich Barbarossas. Wien 1967 (= SÖAW-PH, 252/2).
- Privilegium minus. Das staufische Kaisertum und die Babenberger in Österreich. Wien, Köln u. Graz 1973 (= Böhlau Quellenbücher), 2. Aufl. 1976.
- Kaisertum, Königtum, Landesherrschaft. Wien, Köln u. Graz 1988 (= Mitteilungen des Instituts für Österreichische Geschichtsforschung, Beih. 28) (Zusammenstellung seiner Aufsätze).
- (Hrsg.) Regesta imperii, Neubearbeitung. Serie III, Salisches Haus 1024–1125, III,1: Die Regesten des Kaiserreiches unter Konrad II. 1024–1039, Graz 1951.
- Heinrich Appelt unter Mitwirkung von Rainer Maria Herkenrath, Walter Koch, Josef Riedmann, Winfried Stelzer und Kurt Zeillinger (Hrsg.): Diplomata 22: Die Urkunden Friedrichs I. Teil 1: 1152–1158. Hannover 1975 (Monumenta Germaniae Historica, Digitalisat).
- Heinrich Appelt unter Mitwirkung von Rainer Maria Herkenrath und Walter Koch (Hrsg.): Diplomata 23: Die Urkunden Friedrichs I. Teil 2: 1158–1167. Hannover 1979 (Monumenta Germaniae Historica, Digitalisat).
- Heinrich Appelt unter Mitwirkung von Rainer Maria Herkenrath und Walter Koch (Hrsg.): Diplomata 24: Die Urkunden Friedrichs I. Teil 3: 1168–1180. Hannover 1985 (Monumenta Germaniae Historica, Digitalisat).
- Heinrich Appelt unter Mitwirkung von Rainer Maria Herkenrath, Walter Koch und Bettina Pferschy (Hrsg.): Diplomata 25: Die Urkunden Friedrichs I. Teil 4: 1181–1190. Hannover 1990 (Monumenta Germaniae Historica, Digitalisat).
- Heinrich Appelt unter Mitwirkung von Rainer Maria Herkenrath und Brigitte Meduna (Hrsg.): Diplomata 26: Die Urkunden Friedrichs I. Teil 5: Einleitung, Verzeichnisse Hannover 1990 (Monumenta Germaniae Historica, Digitalisat).